# 中井励作

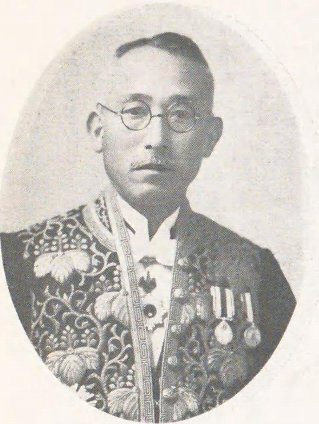
中井励作

中井 励作（なかい れいさく、1879年（明治12年）1月3日 – 1968年（昭和43年）2月18日）は、農商務官僚、商工官僚、実業家。

## 経歴
熊本県出身。第五高等学校を経て、1903年（明治36年）に東京帝国大学法科大学独法科を卒業し、高等文官試験に合格した。翌年より農商務試補、山林局事務官、水産局書記官、広島大林区署長、高知大林区署長、東京大林区署長、大臣官房文書課長、会計課長、特許局長、山林局長を歴任した。1924年（大正13年）、農商務次官に就任し同年末に製鉄所長官に転じた。1934年（昭和9年）、製鉄所が日本製鉄株式会社に改組されると初代社長に就任し、1939年（昭和14年）まで在任した。在任中、会社の迎賓館的な社交施設である高見倶楽部を建設することとなった際、奈良ホテルを参考にするよう指示。豪華な施設は2024年時点においても現存し、近代化産業遺産の一つとなっている。
第二次世界大戦後、公職追放となった。

## 著書
- 『鉄と私 半世紀の回想』（鉄鋼と金属社、1956年）